# Nemzeti Bajnokság I 2021-2022
La Nemzeti Bajnokság I 2021-2022 (chiamata ufficialmente OTP Bank Liga per motivi di sponsorizzazione) è stata la 121ª edizione del massimo campionato di calcio ungherese, iniziata il 30 luglio 2021 e terminata il 15 maggio 2022. Il Ferencváros era la squadra campione in carica e si è confermata vincendo per la quarta volta consecutiva, la trentatreesima totale.

## Stagione

### Novità
Al termine della stagione precedente, sono retrocessi Diósgyőr e Budafok. Dalla Nemzeti Bajnokság II sono stati promossi Debrecen e Gyirmót.

### Regolamento
Le 12 squadre partecipanti si sfidano in un girone di andata, ritorno e andata per un totale di 33 giornate.
La squadra campione d'Ungheria si qualifica per il primo turno di qualificazione della UEFA Champions League 2022-2023.

Le squadre classificate al secondo e al terzo posto si qualificano per il secondo turno di qualificazione della UEFA Europa Conference League 2022-2023, insieme alla vincitrice della Magyar Kupa 2021-2022.

Le ultime due classificate retrocedono direttamente in Nemzeti Bajnokság II.

## Squadre partecipanti
| Club             | Città          | Stadio                   | Stagione precedente |
| ---------------- | -------------- | ------------------------ | ------------------- |
| Debrecen         | Debrecen       | Nagyerdei Stadion        | 1º posto in NB II   |
| Ferencváros      | Budapest       | Groupama Arena           | Campione d'Ungheria |
| Gyirmót          | Győr           | Alcufer Stadion          | 2º posto in NB II   |
| Honvéd           | Budapest       | Bozsik Aréna             | 10º posto in NB I   |
| Kisvárda         | Kisvárda       | Várkerti Stadion         | 5º posto in NB I    |
| Mezőkövesd-Zsóry | Mezőkövesd     | Városi Stadion           | 8º posto in NB I    |
| MOL Fehérvár     | Székesfehérvár | MOL Aréna Sóstó          | 3º posto in NB I    |
| MTK Budapest     | Budapest       | Nándor Hidegkuti Stadion | 7º posto in NB I    |
| Paks             | Paks           | Fehérvári úti Stadion    | 4º posto in NB I    |
| Puskás Akadémia  | Felcsút        | Pancho Aréna             | 2º posto in NB I    |
| Újpest           | Budapest       | Ferenc Szusza Stadion    | 6º posto in NB I    |
| Zalaegerszeg     | Zalaegerszeg   | ZTE Arena                | 9º posto in NB I    |

## Allenatori
| Club             | Allenatore                                                             |
| ---------------- | ---------------------------------------------------------------------- |
| Debrecen         | Szabolcs Huszti (1°-12°) Joan Carrillo (13°-)                          |
| Ferencváros      | Peter Stöger (1°-16°) Csaba Máté (17°-19°) Stanislav Cherchesov (20°-) |
| Gyirmót          | Aurél Csertői                                                          |
| Honvéd           | Ferenc Horváth (1°-18°) Nebojša Vignjević (19°-)                       |
| Kisvárda         | João Pedro (1°-12°) Gábor Erős (13°-)                                  |
| Mezőkövesd-Zsóry | Attila Pintér (1°-10°) Attila Supka (11°-)                             |
| MOL Fehérvár     | Imre Szabics (1°-25°) Michael Boris (26°-)                             |
| MTK Budapest     | Giovanni Costantino (1°-10°) Gábor Márton (11°-)                       |
| Paks             | György Bognár                                                          |
| Puskás Akadémia  | Zsolt Hornyák                                                          |
| Újpest           | Michael Oenning (1°-17°) Miloš Kruščić (18°-)                          |
| Zalaegerszeg     | Róbert Waltner (1°-27°) Balázs Molnár (28°-)                           |

Gli allenatori in corsivo sono ad interim

## Classifica finale
|                     | Pos. | Squadra          | Pt | G  | V  | N  | P  | GF | GS | DR  |
| ------------------- | ---- | ---------------- | -- | -- | -- | -- | -- | -- | -- | --- |
| Ungheria (bandiera) | 1.   | Ferencváros      | 71 | 33 | 22 | 5  | 6  | 60 | 31 | +29 |
|                     | 2.   | Kisvárda         | 59 | 33 | 16 | 11 | 6  | 50 | 34 | +16 |
|                     | 3.   | Puskás Akadémia  | 54 | 33 | 14 | 12 | 7  | 43 | 34 | +9  |
|                     | 4.   | Fehérvár         | 48 | 33 | 13 | 9  | 11 | 48 | 43 | +5  |
|                     | 5.   | Újpest           | 44 | 33 | 12 | 8  | 13 | 50 | 48 | +2  |
|                     | 6.   | Paks             | 43 | 33 | 12 | 7  | 14 | 75 | 63 | +12 |
|                     | 7.   | Debrecen         | 39 | 33 | 10 | 9  | 14 | 45 | 52 | -7  |
|                     | 8.   | Zalaegerszeg     | 39 | 33 | 10 | 9  | 14 | 44 | 58 | -14 |
|                     | 9.   | Honvéd           | 38 | 33 | 10 | 8  | 15 | 48 | 51 | -3  |
|                     | 10.  | Mezőkövesd-Zsóry | 38 | 33 | 10 | 8  | 15 | 37 | 49 | -12 |
|                     | 11.  | MTK Budapest     | 36 | 33 | 9  | 9  | 15 | 28 | 50 | -22 |
|                     | 12.  | Gyirmót          | 32 | 33 | 7  | 11 | 15 | 34 | 49 | -15 |

      Campione d'Ungheria e ammessa alla Champions League 2022-2023
      Ammesse alla UEFA Europa Conference League 2022-2023
      Retrocesse in Nemzeti Bajnokság II 2022-2023

## Risultati
|                  | Deb     | Fer     | Gyi     | Hon     | Kis     | Mez     | MOL     | MTK     | Pak     | Pus     | Újp     | Zal     |
| ---------------- | ------- | ------- | ------- | ------- | ------- | ------- | ------- | ------- | ------- | ------- | ------- | ------- |
| Debrecen         | ––––    | 2-0     | 5-0 3-1 | 5-3     | 0-0     | 1-4     | 1-1 0-3 | 1-0     | 1-1     | 0-3 1-1 | 2-2 1-2 | 1-2 0-0 |
| Ferencváros      | 4-2 3-0 | ––––    | 1-1     | 1-0     | 1-2 2-1 | 4-1 1-0 | 3-0     | 0-0 0-3 | 0-3     | 1-1     | 3-1 2-1 | 1-2 5-3 |
| Gyirmót          | 0-0     | 0-2 1-2 | ––––    | 2-4 1-1 | 1-1     | 0-1     | 1-1 0-2 | 1-1     | 2-1 3-3 | 0-1 1-1 | 1-0     | 0-1     |
| Honvéd           | 1-4 4-2 | 0-1 1-2 | 0-1     | ––––    | 2-1 1-1 | 2-3 0-0 | 3-1     | 3-0     | 3-1 1-1 | 0-0     | 1-2     | 2-2     |
| Kisvárda         | 2-1 1-0 | 0-4     | 2-1 1-0 | 3-2     | ––––    | 2-0 1-2 | 2-1     | 5-0     | 3-3     | 1-1     | 0-0 2-1 | 5-0 2-1 |
| Mezőkövesd-Zsóry | 1-0 0-1 | 0-3     | 0-0 1-0 | 0-0     | 0-2     | ––––    | 2-2 1-2 | 1-1     | 2-1     | 1-2     | 2-2 2-3 | 3-2 0-0 |
| MOL Fehérvár     | 1-2     | 0-1 0-2 | 3-2     | 2-1 2-0 | 2-1 5-3 | 1-0     | ––––    | 2-1     | 2-1 2-2 | 0-0 2-2 | 1-2     | 3-0     |
| MTK Budapest     | 1-1 3-0 | 0-0     | 0-3     | 1-0     | 1-2 0-0 | 1-0 0-4 | 0-2 1-1 | ––––    | 1-4     | 0-1 0-0 | 2-1     | 0-2     |
| Paks             | 3-3 0-1 | 1-3 1-2 | 2-3     | 2-3     | 2-2 0-1 | 2-3 4-0 | 3-2     | 3-2 4-0 | ––––    | 4-1     | 2-1 1-3 | 3-2     |
| Puskás Akadémia  | 0-2     | 1-0 2-2 | 3-0     | 3-1 1-2 | 0-1 0-0 | 2-0 3-1 | 1-0     | 1-2     | 1-6 2-0 | ––––    | 2-1     | 1-1     |
| Újpest           | 3-1     | 0-1     | 1-3 2-2 | 1-1 0-2 | 0-0     | 3-1     | 1-0 1-1 | 1-2 2-0 | 4-3     | 1-2 2-1 | ––––    | 2-2 4-0 |
| Zalaegerszeg     | 2-1     | 1-3     | 2-1 0-1 | 1-3 3-1 | 0-0     | 1-1     | 1-1 2-0 | 2-0 2-3 | 2-5 2-3 | 1-3 0-0 | 2-0     | ––––    |

## Statistiche

### Individuali

#### Classifica marcatori
| Gol |  |  | Giocatore       | Squadra          |
| --- |  |  | --------------- | ---------------- |
| 31  |  |  | Martin Ádám     | Paks             |
| 15  |  |  | Kenan Kodro     | MOL Fehérvár     |
| 15  |  |  | Nenad Lukić     | Honvéd           |
| 13  |  |  | Ryan Mmaee      | Ferencváros      |
| 13  |  |  | Barnabás Varga  | Gyirmót          |
| 13  |  |  | Budu Zivzivadze | Újpest           |
| 11  |  |  | Claudiu Bumba   | Kisvárda         |
| 11  |  |  | Marin Jurina    | Mezőkövesd-Zsóry |
| 11  |  |  | Márk Koszta     | Zalaegerszeg     |
| 10  |  |  | Nemanja Nikolić | MOL Fehérvár     |
| 10  |  |  | Roland Ugrai    | Debrecen         |